# Mauricio Nanni
Mauricio Nanni, vollständiger Name Mauricio Daniel Nanni Lima, (* 12. Juli 1979 in Montevideo) ist ein ehemaliger uruguayischer Fußballspieler.

## Karriere

### Verein
Der 1,78 Meter große Torhüter Nanni stand zu Beginn seiner Karriere seit der Apertura 1998 bis einschließlich des Torneo Clasificatorio 2004 im Kader der Profimannschaft der Montevideo Wanderers. In diesem Zeitraum soll er 149 Spiele absolviert haben. Sodann schloss er sich dem spanischen Erstligisten Racing Santander an. Allerdings kam er dort in der Liga in der Spielzeit 2004/05 nicht zum Einsatz. Lediglich in den beiden Begegnungen der Copa del Rey am 27. Oktober 2010 gegen Amurrio und am 10. November 2004 gegen Real Valladolid lief er für die Spanier auf. In der Zwischensaison 2005 stand er wieder bei den Montevideo Wanderers unter Vertrag. Dort soll er 14 Erstligaspiele absolviert haben. In der Saison 2005/06 spielte er abermals in Spanien. Dort war dieses Mal Racing de Ferrol aus der Segunda División sein Arbeitgeber. Erstmals wurde er dort am 8. April 2006 gegen Real Madrid Castilla eingesetzt. Sein viertes und letztes Zweitligaspiel für den Verein bestritt er am 17. Juni 2006 gegen Eibar. In der Apertura 2006 stand er in Reihen des honduranischen Vereins CD Marathón. Sodann folgte in der Clausura 2007 ein Engagement bei Defensor in der Primera División, bei dem drei Erstligaeinsätze für ihn verzeichnet sind. In der Clausura 2008 wird er als Spieler des ebenfalls in Montevideo ansässigen Club Atlético Bella Vista geführt. Bei dieser Station wird von 14 absolvierten Erstligabegegnungen berichtet. In den Spielzeiten 2008/09 und 2009/10 sind 43 Einsätze bei Niki Volos in Griechenland für ihn verzeichnet. In der Saison 2010/11 schloss er sich abermals den Montevideo Wanderers an. 2011 wechselte er dann nach Argentinien zu CA Independiente. 2012 kehrte er nach Uruguay zurück und absolvierte 15 Erstligapartien für Club Sportivo Cerrito. Noch im selben Jahr folgte eine zweite Karrierestation bei Bella Vista. Dort lief er in der Saison 2012/13 neunmal in der Primera División auf. Anfang November 2013 schloss er sich dann Villa Española an und stieg mit dem Klub in der Saison 2013/14 aus der höchsten Amateurklasse in die Segunda División auf. In der Zweitligaspielzeit 2014/15 bestritt er 26 Ligaspiele. Anschließend beendete er seine aktive Karriere und übernahm die Position des Sportkoordinators bei Villa Española.

### Nationalmannschaft
Nanni gehörte ebenfalls der uruguayische U-20-Auswahl an. Er war Teil des Aufgebots bei der U-20-Südamerikameisterschaft 1999, bei der Uruguay das Turnier als Vize-Südamerikameister beendete. Nanni war auch Mitglied der A-Nationalmannschaft Uruguays. Sein einziges Länderspiel absolvierte er unter Gustavo Ferrín am 4. Februar 2003 beim 1:1 (4:2 nach Elfmeterschießen) im Finale des Carlsberg Cup in Hongkong gegen den Iran.

### Erfolge
- U-20-Vize-Südamerikameister 1999
- Carlsberg Cup 2003